# Pseudorthodes calceolarius
Pseudorthodes calceolarius är en fjärilsart som beskrevs av John Kern Strecker 1900. Pseudorthodes calceolarius ingår i släktet Pseudorthodes och familjen nattflyn. Inga underarter finns listade.